# Броніслав Леонард Радзишевський

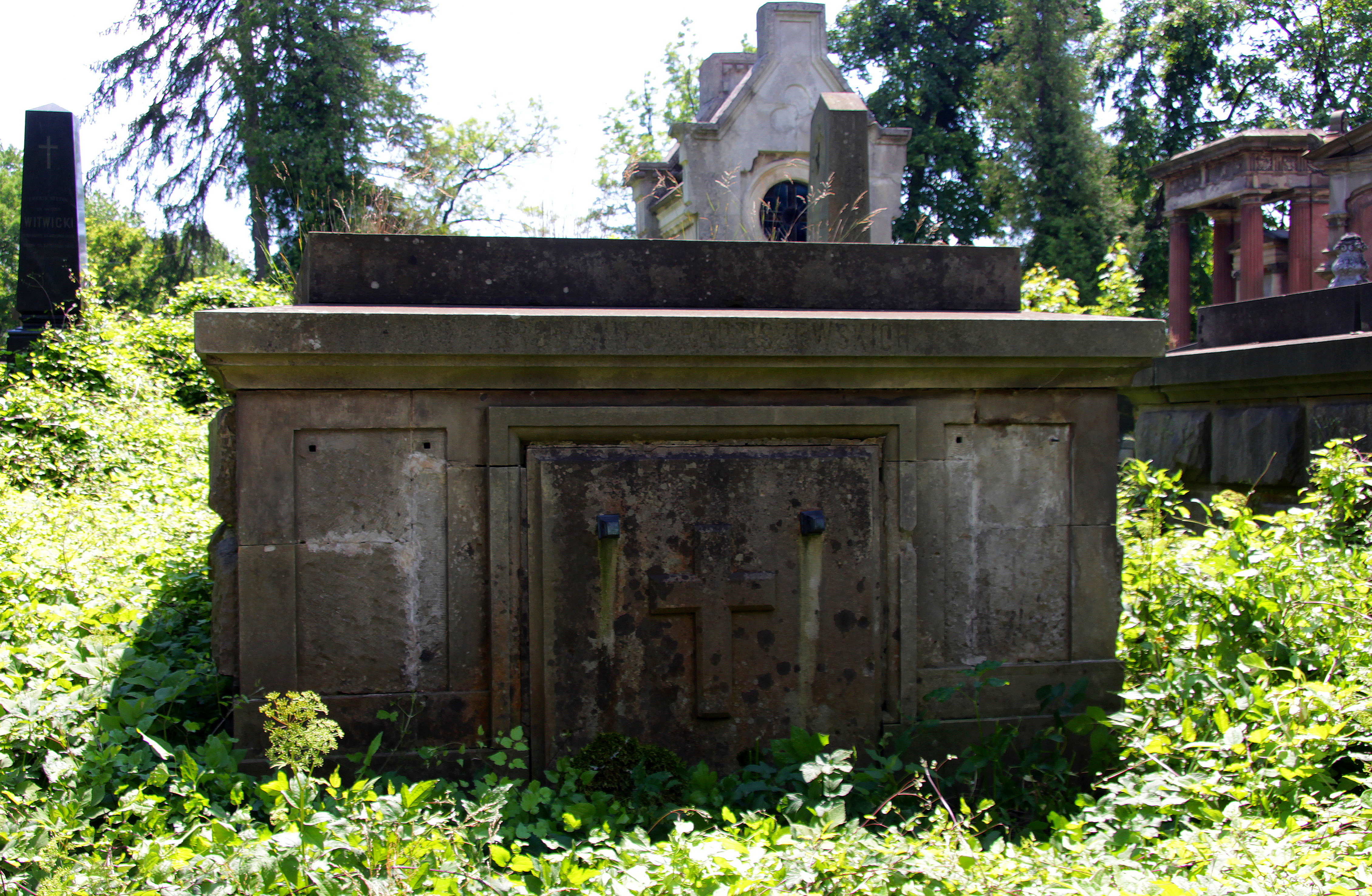

Броніслав Радзишевський (пол. Bronisław Leonard Radziszewski; 6 листопада 1838, Варшава — 11 березня 1914, Львів) — польський хімік, професор і ректор Львівського університету (1882—1883), почесний громадянин Львова. Голова комітету спорудження пам'ятника Адамові Міцкевичу у Львові

## Біографія
1855 року закінчив гімназію у Варшаві. З 1855 по 1861 рік вивчав природничі науки в Московському університеті. З жовтня 1862 року по червень 1863 року викладав природознавство в гімназії у Варшаві.
Взяв активну участь в січневому повстанні. Під час повстання він був помічником секретаря тимчасового уряду Юзефа Каетана Яновського, а також урядовим комісаром і уповноваженим у Августовському воєводстві під псевдонімом Ігнацій Чиньский (пол. Ignacy Czyński).
Після придушення повстання Радзишевський емігрував до Бельгії, де з 1864 по 1867 році вивчав хімію в Гентському університеті. 1867 року став доктором. Потім протягом трьох років був асистентом в університеті міста Левен (Бельгія).
1870 року переїхав до Кракова, де викладав як професор хімії в Технічному інституті і одночасно був викладачем у середній школі. У червні 1872 року отримав посаду професора загальної хімії та фармацевтики в Львівському університеті. Він став першим професором у Львові, який навчав хімію польською мовою. Став завідувачем кафедри і директором інституту хімії.
1874 року він став ординарним професором. У 1879—1880 роках він був також деканом філософського факультету. У 1882—1883 роках Броніслав Радзишевський був ректором Львівського університету.
Автор понад 200 наукових праць в галузі органічної хімії, спеціалізувався на вивченні ароматичних сполук. Його ім'ям названа хімічна реакція: «Реакція Радзишевського».
Радзишевський займався вивченням явища люмінесценції. Йому вдалося довести, що деякі розчини складних органічних сполук починають світитися при збагаченні їх киснем. Як тільки припинялася подача кисню, світіння припинялося. Йому вдалося обчислити, що суміш, що складається з 0,003 г органічної сполуки і 0,0006 г кисню, світиться протягом 500 годин. Радзишевський висловив припущення, що точно такий же механізм має і світіння деяких медуз, риб і порохно. А саме: це світіння — результат повільного окиснення деяких органічних сполук киснем повітря.
Радзишевський був активний у громадському житті. З 1874 по 1903 роки він був членом міської ради Львова. Як ректор університету він був членом Галицького крайового сейму.1874 року спільно з Феліксом Кройтцом (пол. Feliks Kreutz) заснували Польське наукове товариство дослідників природи ім. Коперника. Радзишевський був членом правління цього товариства, а в 1877—1878 і в 1890—1891 роках — його президентом.
З 1876 року почав видавати журнал «Космос» (Kosmos). До 1913 року він опублікував 135 статей в цьому журналі. З 1874 року Радзишевський — член-кореспондент Академії наук, а з 1881 року — дійсний член Академії наук. Він був також членом Празької академії наук, членом товариства аптекарів Галичини, членом товариства хіміків Чехії.
Броніслав Радзишевський похований у Львові на 71 полі Личаківського кладовища.

## Відзнаки
- Почесний громадянин Львова та Медаль міста Львова (1897)[2],
- Орден Залізної Корони ІІІ ступеня (1898)[3].